# Jeremy Lascelles
Den ærede Robert Jeremy Hugh Lascelles (født 14. februar 1955 i Bayswater, ( Westminster–Kensington and Chelsea), London) er sønnesøn af Mary, Princess Royal og grevinde af Harewood, og han er oldesøn af kong Georg 5. af Storbritannien. Han er grandfætter til kong Charles 3. af Storbritannien.

## Ægteskaber
Jeremy Lascelles har giftet sig to gange, og han børn i begge ægteskaber. Både Jeremy Lascelles og hans børn har arveret til den britiske trone. 

## Efterkommere
Jeremy Lascelles's første ægteskab var med Julie Baylis (født 1957). Deres børn er:
- Thomas Robert Lascelles (født 7. september 1982 i Hammersmith, London), gift med Laura Bailey i 2015.
- Ellen Mary Lascelles (født 17. december 1984 i Hammersmith, London).
- Amy Rose Lascelles (født 26. juni 1986 i Hammersmith, London).

Jeremy Lascelles's andet ægteskab er med Catherine Isobel Bell (født 1964). De har en datter:
- Tallulah Grace Lascelles (født 2005).

1. ↑  Navnet er anført på engelsk og stammer fra Wikidata hvor navnet endnu ikke findes på dansk.